# Săritoarea Bohodeiului
Săritoarea Bohodeiului este o arie protejată de interes național ce corespunde categoriei a IV-a IUCN (rezervație naturală de tip mixt: geologică, forestieră și floristică) inclusă în Parcul Natural Apuseni.
Săritoarea Bohodeiului cu o suprafață de 32,90 ha, situată în sudul județului Bihor, pe teritoriul nordic al comunei Pietroasa este o arie naturală mixtă: geologică, forestieră și floristică, conservând elementele mediului natural ce cuprinde păduri, fânețe, stânci, cursuri de ape și cascade, făcându-se remarcată printr-o deosebită atractivitate turistică.